# Orthonops iviei
Orthonops iviei là một loài nhện trong họ Caponiidae.
Loài này thuộc chi Orthonops. Orthonops iviei được Norman I. Platnick miêu tả năm 1995.